# Bilbil łysy
Bilbil łysy (Nok hualon) – gatunek małego ptaka z rodziny bilbili (Pycnonotidae). Jest pierwszym azjatyckim ptakiem o niewielkich rozmiarach z łysą „twarzą” i pierwszym opisanym azjatyckim bilbilem w tym stuleciu. Nie jest zagrożony wyginięciem.
SystematykaTakson ten został opisany w 2009 roku pod nazwą Pycnonotus hualon. W 2018 roku przeniesiony do monotypowego rodzaju Nok. Nie wyróżnia się podgatunków.
MorfologiaŁysina po bokach głowy karminowa, przy oczach szara. Średniej długości, czarny dziób. Poza tym wierzch ciała łącznie z ogonem brązowy. Spód ciała bardzo jasnobrązowy. Mierzy 20 cm i waży 32–40 g.
WystępowanieWystępuje na formacjach krasowych, w regionie Pha Lom w środkowym Laosie. Jest to gatunek endemiczny.
StatusMiędzynarodowa Unia Ochrony Przyrody (IUCN) od 2010 roku uznaje bilbila łysego za gatunek najmniejszej troski (LC, least concern). Liczebność populacji nie została oszacowana, aczkolwiek ptak ten opisywany jest jako lokalnie pospolity. Trend liczebności populacji uznaje się za spadkowy.